# سسیلیا سوارز
سسیلیا سوارز (به انگلیسی: Cecilia Suárez) با نام کامل ماریا سسیلیا سوارز دی گاری (به انگلیسی: María Cecilia Suárez de Garay) (زاده ۲۲ نوامبر ۱۹۷۱) بازیگر مکزیکی است.
از فیلم‌هایی که وی در آن نقش داشته است می‌توان به در دریا اشاره کرد.